# مریم مجتهدزاده
مریم مجتهدزاده لاریجانی (زاده ۱۳۳۶، ساری) معاون امور زنان و خانواده ریاست‌جمهوری در دولت دهم بود.
وی دارای مدرک کارشناسی ارشد آموزش پرستاری بهداشت از دانشگاه تربیت مدرس (در سال ۱۳۶۸) می‌باشد، همچنین مدرس و مدیر گروه بهداشت دانشکده پرستاری و مامایی شهید بهشتی تهران و مسئول انجمن اسلامی دانشجویان و کارکنان دانشکده پرستاری و مامایی دانشگاه علوم پزشکی شهید بهشتی است.
در اردیبهشت ۱۳۹۱ در همایش ملی بانوی وفا که با هدف معرفی و تقدیر از زنان خبرساز و تأثیرگذار ایران در سال ۱۳۹۰ برگزار شد، مجتهدزاده به عنوان یکی از ده کاندیدای دریافت عنوان خبرسازترین زن ایرانی معرفی شد. 
همسر وی سید محسن موسوی کاردار سفارت جمهوری اسلامی ایران در لبنان، یکی از ۴ دیپلمات ربوده شده ایران در لبنان در سال ۱۳۶۱ است.

## فعالیت‌های قبل از انقلاب
مجتهدزاده به همراه خانواده‌اش در شهر ساری زندگی می‌کرد.
پس از ازدواج با سید محسن موسوی به فعالیت‌های سیاسی علیه رژیم پهلوی مشغول شد تا اینکه پس از مدتی با توجه به محدودیت هایی که برای آنان در ایران ایجاد شده بود و همچنین احتمال صدور حکم اعدام برای همسرش در ایران و با اصرار خانواده و دوستان، به بهانه ادامه تحصیل  به آمریکا رفتند. به همراه برخی از مبارزان سیاسی در اتحادیه انجمن اسلامی دانشجویان آمریکا و کانادا و به عنوان دبیر تشکیلات انجمن‌های اسلامی دانشجویان آمریکا و کانادا به فعالیت خود ادامه داد. او همچنین از مسئولین اتحادیه انجمن‌های اسلامی دانشجویان آمریکا و اروپا (شاخه جورجیا) بود که در در رشته مهندسی برق در دانشگاه جورجیا تحصیل می‌کرد که به دلیل پیروزی انقلاب و بازگشت به ایران نیمه کاره باقی ماند و پس از پیروزی انقلاب اسلامی به ایران بازگشتند.

## فعالیت‌های پس از انقلاب و مفقود شدن محسن موسوی
مجتهدزاده، پس از انقلاب به عضویت سپاه پاسداران انقلاب اسلامی به عنوان مدرس سیاسی و امداد از بدو تأسیس تا سال ۱۳۶۰ در آمد و عضو شورای پذیرش دانشجویان پس از انقلاب فرهنگی شد.
وی همچنین به عنوان همسر کاردار سفارت جمهوری اسلامی ایران در لبنان، فعالیت‌های دیپلماتیک در جامعه شیعیان لبنان داشت و سخنرانی‌های متعددی در جنوب لبنان و مناطق شیعه‌نشین می‌کرد.
هنگام شروع جنگ ایران و عراق محسن موسوی به عنوان کاردار ایران و لبنان به بیروت رفت و مریم نیز در جبهه به کار پرستاری و امدادرسانی پرداخت و مسئول اعزام نیروهای گروه پزشکی به جنگ در دانشگاه علوم پزشکی شهید بهشتی شد.
مریم بارها برای دیدن محسن به بیروت و حتی دمشق رفت. آن دو صاحب پسری به نام «رائد» شدند ولی محسن به زندگی خود در بیروت ادامه می‌داد تا اینکه به همراه سه نفر دیگر در سال ۱۳۶۱ توسط نیروهای شبه‌نظامی فالانژ دستگیر شد و هیچ‌گاه خبر درستی از زنده ماندن، کشته شدن یا اسارت آنان اعلام نشد.
مجتهدزاده در مصاحبه خرداد ۱۳۹۲ دربارهٔ همسرش گفت: آخرین خبر این است که زنده هستند و در سرزمین اشغالی نگهداری می‌شوند، آخرین خبر همین است.

## ریاست مرکز امور زنان و خانواده
مجتهدزاده از ۲۳ آبان ۱۳۸۸ با حکم محمود احمدی‌نژاد، رئیس‌جمهور وقت، به سمت رئیس مرکز امور زنان و خانواده نهاد ریاست‌جمهوری انتخاب شد.
در آخرین روزهای دولت دهم، این مرکز به معاونت رئیس‌جمهور تبدیل شد. احمدی‌نژاد در روز ۵ مرداد ۱۳۹۲، طی حکمی، مجتهدزاده را به سمت معاون رئیس‌جمهور در امور زنان و خانواده منصوب کرد.

## دیگر فعالیت‌ها
- مدیریت دبیرستان، هنرستان فنی و حرفه‌ای و مرکز پیش دانشگاهی به مدت ۱۶ سال و انجام فعالیت‌های مختلف آموزشی و پرورشی
- سفرهای متعدد به کشورهای خارجی و شرکت در مجامع بین‌المللی برای پیگیری موضوع اسارت همسر و محکوم نمودن اسرائیل
- هیئت مدیره انجمن حمایت از دیپلمات‌های ربوده شده ایرانی در لبنان
- فعالیت در سازمانهای غیر دولتی متعدد
- دریافت لوح تقدیر به عنوان زن نمونه در سال ۱۳۸۵ از دست محمود احمدی نژاد